# عوني كنانة
عوني كنانة (1932 - 24 فبراير 2002) مذيع سعودي من مواليد مدينة يافا الفلسطينية. كان أحد مذيعي القناة الأولى في تلفزيون المملكة العربية السعودية.

## عن حياته
ولد عام 1932 في مدينة يافا الفلسطينية وبدأ دراسته الأولية بها ثم هاجر إلى مصر عام 1948 بعدها قرر أن ينتقل إلى المملكة العربية السعودية وبالفعل هاجر إليها عام 1950 م، وبدأ مشواره الأول بالتواصل مع الأمراء وكان من أبرزهم سلمان بن عبد العزيز وكذلك نايف بن عبدالعزيز. أكمل دراسته الثانوية بالرياض وكان من المتفوقين، وواصل دراسته العليا ونال شهادة البكالوريوس من قسم الجغرافيا في جامعة الملك سعود بالرياض وتخرج بامتياز. بدأ أول عمله في وزارة المعارف واستمر لمدة 10 سنوات، بعدها انتقل إلى المعهد الملكي الفني وعمل كإداري، ثم عمل مذيعاً في الإذاعة على قناة الأخبار السعودية.

## وفاته
توفي المذيع عوني كنانة في يوم الأحد 11 ذو الحجة 1422 هـ الموافق 24 فبراير 2002 بعد تعرضه لأزمة صحية مفاجئة عن عمر ناهز 70 عام، وتمت الصلاة عليه في جامع الراجحي بالربوة ودفن في مقبرة النسيم بشرق الرياض.